# Neutenpaneel

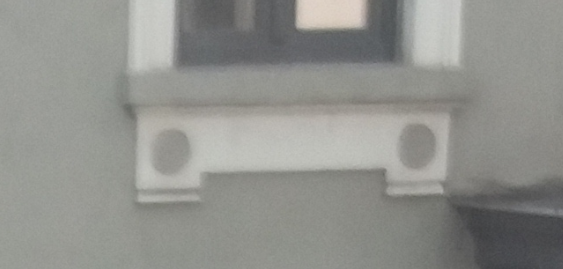
Voorbeeld van een neutenpaneel op een neoclassicistische façade in Gent, België

Een neutenpaneel is een sierpaneel in de vorm van een omgekeerde U, dat zich bij sommige gevels onder de vensterbank bevindt. De naam verwijst naar de zogenaamde neuten.